# Kamienica przy ulicy Urzędniczej 62 w Krakowie
Kamienica przy ulicy Urzędniczej 62 – zabytkowa kamienica znajdująca się w Krakowie, w dzielnicy V przy ulicy Urzędniczej, na Krowodrzy.
Kamienica została wzniesiona w 1938 roku według projektu architekta Salomona Jonklera.
Budynek znajduje się w gminnej ewidencji zabytków.